# 清水町配水塔資料館
清水町配水塔資料館（しみずまちはいすいとうしりょうかん）は、富山県高岡市清水町の清水町水道公園内にある水道に関する博物館である。

## 概要
もとは1931年（昭和6年）に完成した高岡市の水道施設。旧配水塔の1階部分を活用し、1993年（平成5年）6月から通水当時の工事写真、装置、工具などを展示している。
旧配水塔、第三源井上屋、水源地水槽の3棟が登録有形文化財。

## 文化財
- 旧配水塔

鉄筋コンクリート造の4層の上に銅板張りの貯水槽が乗る配水塔。高さ29.7m、直径11.4m。窓や入り口は洋風アーチのデザインで、犬養毅揮毫の「恵澤萬年」が刻まれた御影石の扁額が設置されている。1985年（昭和60年）5月、富山県で唯一「近代水道百選」に選定。
- 第三源井上屋

地下水を汲み上げる源井の上屋。鉄筋コンクリート造平屋建、銅板葺、建築面積6.6m2。煉瓦の外壁を持ち、八角形平面。
- 水源地水槽

鉄筋コンクリート造で、長さ30.3m、幅22.7m、高さ3.0mの大規模な半地下式の構造物。